# Piotr Eliasz XIV Abu al-Junana
Piotr Eliasz XIV Abu al-Junana (ur. 1840 w Mosulu, zm. 27 czerwca 1894) – iracki duchowny chaldejski, w latach 1879 - 1894 patriarcha Babilonu.

## Życiorys
Urodził się w 1840 roku w Mosulu. Prawdopodobnie w wieku 25 lat otrzymał święcenia kapłańskie. 24 maja 1874 jako biskup Gazireh otrzymał sakrę z rąk Józefa VI Audo.

Sakra ta miała miejsce bez mandatu papieskiego co spowodowało otwarty konflikt z Patriarchą Zachodu.
28 lutego 1878 wybrany przez synod Kościoła na Patriarchę po śmierci swojego konsekratora. Kanoniczne zatwierdzenie tego wyboru nadeszło z Rzymu dopiero rok później.
Zmarł 27 czerwca 1894 roku, po 15 latach zasiadania na stolicy patriarszej.